# Hybodus
Hybodus („гърбав зъб“) е изчезнал род хрущялни риби. Появяват се към края на пермския период и изчезват по време на късния креда. По време на триазичния, юрския и кредния период се развиват особено успешно и могат да бъдат срещнати в плитки морета по целия свят.

## Описание
Смята се че Hybodus са били опортюнистични хищници. На дължина са достигали около 2 m, имали са класическа аеродинамична торпедообразна форма (като при съвременните акули), завършваща с две плавателни гръбни перки, благодарение на които са могли да плават и маневрират точно и лесно. Устите им не са били големи и се предполага, че не са ловували големи животни, а вероятно менюто им е включвало широка гама от по-дребни животни.
Hybodus имат няколко особености с които се различават от останалите видове примитивни акули: имали са два вида зъби – едните са остри зъби, които са служили за хващане на плъзгави риби, а вторите са плоски зъби – използвани за трошене на различни видове ракообразни и черупчести животни; също така, предната им гръбна перка е имала костно острие, вероятно служещо за защита – ако по-голям хищник се опитал да захапе и погълне акулата, тя повдигнала гръбната си перка и острия връх пронизал небцето на нападателя. Мъжките екземпляри са имали класпери – подобни на пенис органи, чрез които са пренасяли семенната течност в отвора на женската. Този орган се среща и при съвременните акули.
За пръв път зъб от този вид е намерен в Англия през 1845 г., а най-ранните вкаменелости на Hybodus са намерени през 90-те гонини в „Dinosaur Park Formation“ и са датирани от преди 68,6 до 66 милиона години.

## Видове
- Hybodus houtienensis
- ?Hybodus butleri
- ?Hybodus obtusus
- ?Hybodus parvidens
- ?Hybodus rajkovichi
- ?Hybodus montanensis